# Leisure Suit Larry 5: Passionate Patti Does a Little Undercover Work
Leisure Suit Larry 5: Passionate Patti Does a Little Undercover Work is een computerspel ontwikkeld en uitgegeven door Sierra On-Line voor MS-DOS, Windows enMac OS. Het point-and-click avonturenspel is uitgekomen op 7 september 1991.
Het spel is het vierde spel in de Leisure Suit Larry-serie en is een indirecte opvolger van Leisure Suit Larry 3. Het spel kreeg graphics met 256 kleuren en een interface met icoontjes.

## Verhaal
Het ontbreken van een Larry 4-spel vormt de basis van de verhaallijn. Julius Biggs heeft de diskettes van dit deel gestolen, waardoor Larry vergeetachtig is geworden. Larry werkt in de pornoindustrie en moet nieuwe modellen scouten voor zijn baas.
Ondertussen werkt Patti als FBI-detective op zoek naar bewijsmateriaal.
Dan raakt Larry betrokken bij een vliegtuigongeluk, maar hij weet het toestel veilig te landen. Als dank is hij eregast in het Witte Huis, waar hij Patti weer tegenkomt. Biggs duistere plannen worden onthult.